# Dosarul Flota
Dosarul Flota a fost un scandal de corupție din România.
La sfârșitul anului 1989, flota românească se afla pe locul 9 în topul mondial, iar după 1990, după asocierea cu firme străine, dându-le navele spre exploatare, flota românească, în loc să facă profit s-a ales și fără nave, și cu datorii imense.
În perioada 1991 - 1999, din cauza managementului necorespunzător, numai la compania Petromin s-a creat un prejudiciu estimat la peste 150 milioane de dolari.
Au fost acuzate 80 de persoane, inclusiv Traian Băsescu, acuzați inițial de PNA că au vândut la prețuri derizorii 16 nave din flota comercială română.
După o succesiune de amânări și schimbări de locuri de judecată, 
magistrații Înaltei Curți de Casație și Justiție au început în 2005 
judecarea procesului. De la primul termen s-a luat în discuție problema 
imunității prezidențiale a inculpatului Traian Băsescu. Judecătorii au 
decis ca dosarul să fie retrimis la PNA pentru reluarea anchetei.[106]
Ulterior Parchetul Național Anticorupție (redenumit în 2006 Direcția 
Națională Anticorupție) a solicitat o nouă expertiză contabilă a 
prejudiciului.[106]
Noua expertiză contabilă, finalizată în septembrie 2007, a stabilit 
că prejudiciul, stabilit inițial de prima expertiză la 275 de milioane 
de euro, este inexistent.[106]
Astfel infracțiunile pentru care au fost deferiți justiției șeful 
statului, Traian Băsescu - în calitate de fost ministru al 
Transporturilor - și alți doi foști șefi ai acestui minister, Aurel 
Novac și Paul Teodoru, devin lipsite de conținut juridic fără existența 
vreunui prejudiciu.[106]
De altfel, calculele expertizei susțin că, prin vinderea celor 16 
nave, Statul Român nu doar că nu a ieșit în pierdere, dar evitând prin 
această vânzare cheltuielile de întreținere a navelor, a obținut un 
venit net de peste 17 milioane de dolari.